# Julgamento de Jesus no Sinédrio

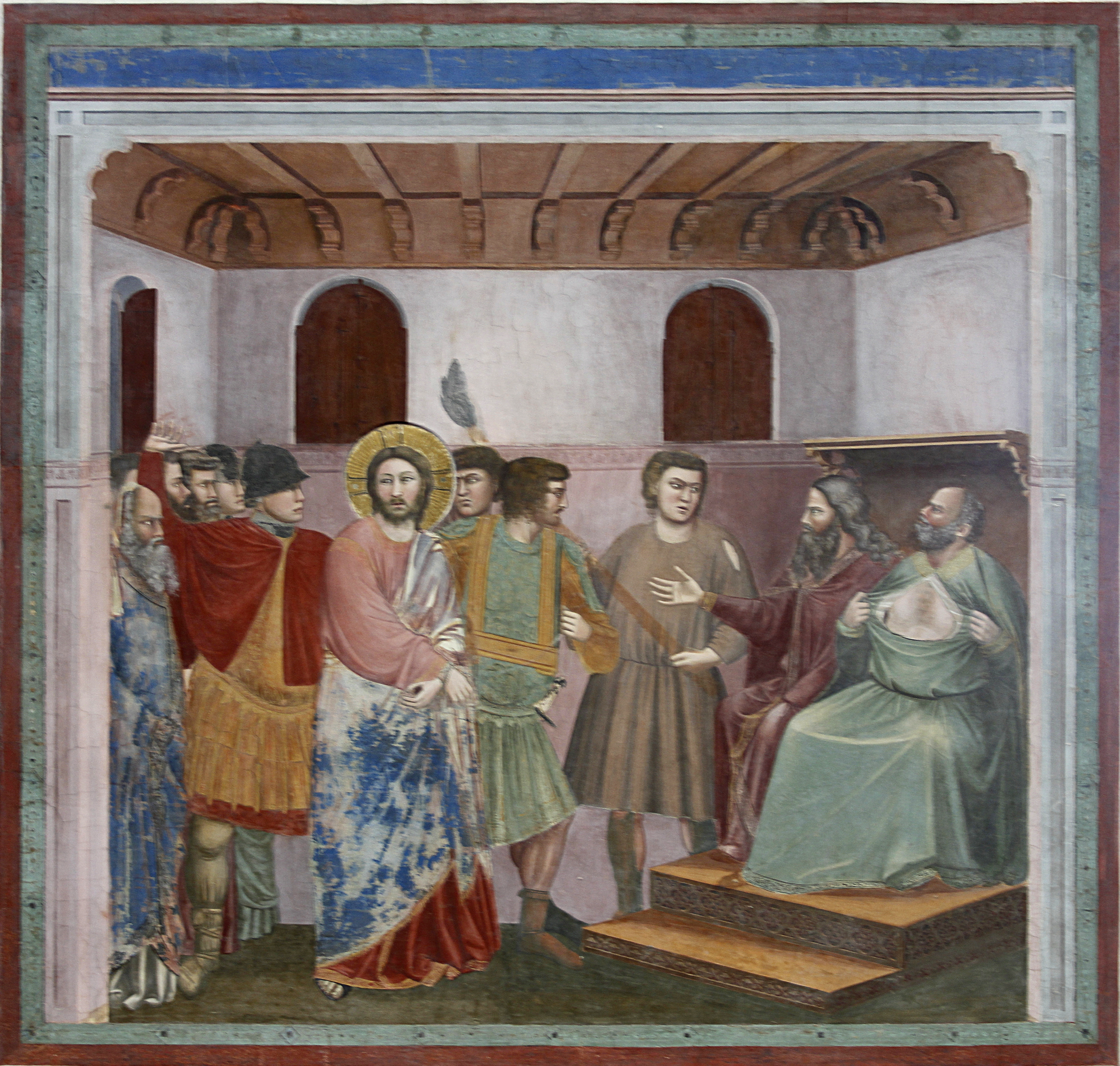
Julgamento de Jesus.
Séc. XIII. Por Giotto, na Capela Scrovegni, em Pádua, na Itália.

Julgamento de Jesus no Sinédrio é um episódio da vida de Jesus que segundo a Bíblia Judaica e o historiador Flávio Josefo, ocorre logo após a sua prisão em Jerusalém e antes do julgamento de Pilatos. O evento está relatado nos quatro evangelhos canônicos, embora o Evangelho de João não faça uma menção específica ao Sinédrio neste contexto. Os relatos estão em Marcos 14:53–65, Mateus 26:57–68, Lucas 22:63–71 e João 18:12–24.
Uma harmonia evangélica retrata Jesus e seus apóstolos celebrando a Páscoa judaica na forma da Última Ceia, Jesus sendo traído por Judas Iscariotes e sendo preso no Getsêmani. Jesus então é levado à casa do sumo-sacerdote, onde ele é zombado e surrado. Ele permanece quieto no geral, sem apresentar uma defesa e raramente respondendo às acusações, terminando condenado pelas autoridades judaicas quando ele se recusa a negar ser o Filho de Deus. Os líderes judeus então o levam para Pôncio Pilatos, o governador da província romana da Judeia, e pedem-lhe que decrete a pena de morte sobre Jesus sob a alegação de que ele seria o rei dos judeus.
O julgamento provavelmente ocorreu de maneira informal, numa quinta à noite e, novamente, na sexta de manhã, provavelmente no ano 33 d.C.

## Narrativa bíblica
Na narrativa dos evangelhos canônicos, após sua prisão, Jesus é levado ao Sinédrio, uma instituição judicial judaica. Do ponto de vista histórico, na época da história, esta instituição tomava a forma de uma reunião ad hoc (formada por ocasião de um evento) ao invés de uma "corte" fixa.

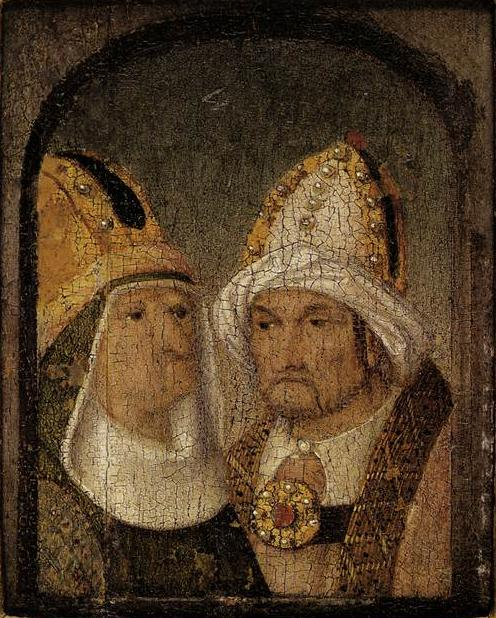
Anás e Caifás.
1475-1525. Seguidores do Mestre da Fonte da Vida, atualmente no Museu Boijmans Van Beuningen, em Roterdã.

### Eventos antes do julgamento
Nos quatro evangelhos, Jesus é julgado e condenado pelo Sinédrio, é zombado e surrado e é condenado por alegar ser o Filho de Deus. Mesmo que os evangelhos variem entre si a respeito dos detalhes, eles concordam de maneira geral sobre o caráter e a estrutura deste julgamento.
Mateus 26:57 afirma que Jesus foi levado para a casa de Caifás, o sumo-sacerdote, onde os escribas e anciãos estava reunidos e, em Mateus 27:1, o evangelista acrescenta uma outra reunião entre os sacerdotes na manhã seguinte. Marcos 14:53 afirma que Jesus foi levado naquela noite até o "sumo-sacerdote" (sem especificar o nome), onde os demais sacerdotes e anciãos estavam reunidos, e, em Marcos 15:1, o autor acrescenta que outra reunião foi realizada pela manhã. Lucas 22:54 afirma que Jesus foi levado à "casa do sumo-sacerdote" (sem também nomeá-lo), onde ele foi zombado e surrado naquela noite e, em Lucas 22:66, acrescenta que "logo que amanheceu", os principais sacerdotes e escribas se reuniram e apresentaram Jesus perante o conselho.
Em João 18:12–14, porém, Jesus é primeiro levado até Anás, o sogro de Caifás, que era o então sumo-sacerdote. Acredita-se que Anás já tinha sido também sumo-sacerdote e parece que Caifás buscou dele uma confirmação de seus atos. Em João 18:24, Jesus é levado de Anás para Caifás e João 18:28 afirma que, pela manhã, Jesus foi levado de Caifás para Pilatos, no Pretório.

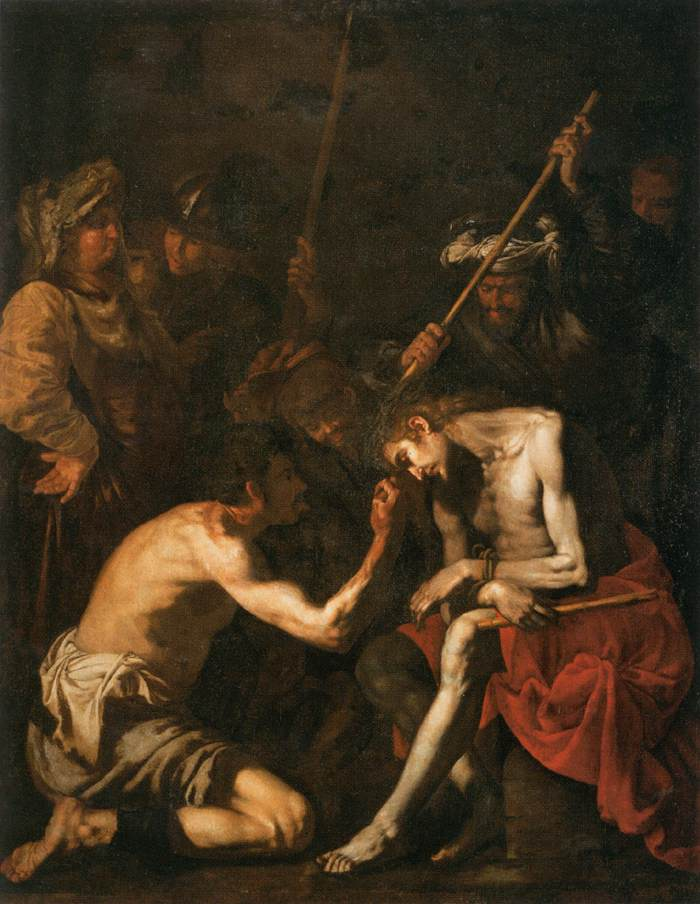
Zombaria com Jesus.
Séc. XVII. Autor desconhecido, atualmente no Louvre, em Paris.

Nos quatro evangelhos, o relato do julgamento perante os sacerdotes e os escribas está entrelaçado com o da Negação de Pedro, onde o apóstolo Pedro, que seguira Jesus, nega conhecê-lo por três vezes. Lucas 22:61 afirma que enquanto Jesus estava amarrado na casa do sumo-sacerdote, Pedro estaria no pátio. Jesus então "se virou e olhou diretamente para ele" e Pedro então se lembrou do que Jesus havia lhe dito: "Hoje antes de cantar o galo, três vezes me negarás.".

### Julgamento
Nos relatos, Jesus fala muito pouco e dá raras respostas, indiretas, para os sacerdotes, provocando um oficial a estapeá-lo. Em Mateus 26:62, a falta de resposta de Jesus provoca o sacerdote a perguntar-lhe: "Nada respondes?" Os homens que vigiam Jesus na casa do sumo-sacerdote o vendam, insultam e surram, estapeando-lhe e perguntando — zombeteiramente — quem havia lhe batido.
Marcos 14:55–59 afirma que os sumo-sacerdotes procuraram testemunhas contra Jesus para poderem condená-lo à morte, mas não conseguiram encontrar nenhuma e, por isso, arranjaram falsos testemunhos que, contudo, se contradisseram. Marcos 14:61 afirma que o sumo-sacerdote então perguntou a Jesus: "És tu o Cristo, o Filho do Deus Bendito?". A resposta foi: "Eu o sou; e vereis o Filho do homem sentado à mão direita do Todo-poderoso e vindo com as nuvens do céu." O sumo-sacerdote então rasgou suas vestes de raiva e acusou Jesus de blasfêmia. Em  26:63, o sumo-sacerdote perguntou: "Eu te conjuro pelo Deus vivo que nos digas se tu és o Cristo, o Filho de Deus", ao que Jesus respondeu "Tu o disseste", provocando a sua fúria.
Em Lucas 22:67, a pergunta foi: "Se tu és o Cristo, dize-nos." Respondeu-lhes: "Se eu vo-lo disser, não o crereis." Em seguida, em Lucas 22:70, quando perguntado "És tu, logo, o Filho de Deus?", Jesus respondeu-lhes: "Vós mesmos dizeis que eu sou." A condenação veio imediatamente.
Posteriormente, na corte de Pilatos, os anciãos judeus pedem a Pôncio Pilatos que julgue e condene Jesus, acusando-o de alegar ser o rei dos judeus.